# Bruinsnedemycena
De bruinsnedemycena (Mycena olivaceomarginata) is een soort plaatjeszwam uit de familie Mycenaceae. De soort werd oorspronkelijk beschreven als Agaricus olivaceomarginata door de Engelse mycoloog George Edward Massee in 1890, en werd door hem overgebracht naar Mycena in 1893.
De zwam is een saprotrofe schimmel. De zwamvlok is bioluminescent. Hij komt voor in naald- en gemengde bossen, op open plekken, parken, langs bermen en bosranden. De vruchtlichamen ontwikkelen zich op dode plantenresten, op dennennaalden, bosafval en gras. Ze verschijnen van zomer tot herfst. De soort komt voor in Europa en Noord-Amerika. 

## Kenmerken

### Uiterlijke kenmerken
Hoed
De hoed heeft een diameter van 5 tot 20 mm. De vorm is conische of parabolische. Het hoedoppervlak is radiaal gegroefd en semi-transparant gestreept. Het is hygrofaan. Het oppervlak is zijdeachtig, enigszins glad. De kleur is grijsachtig tot grijsbruin of donkerbruin, vaak met een geelachtige, olijfachtige tint, met een roze of roodachtige tint in het midden.
Lamellen
De lamellen zijn buikig, smal aangehecht, kleur variërend van witachtig tot grijs of olijfgrijs. Bladen geelbruin, roze-violet of roodbruin, soms ongekleurd of alleen licht gekleurd aan de uiterste rand van de hoed. In totaal rijken 13 tot 20 lamellen tot aan de steel. 
Steel
De steel heeft een lengte van 20 tot 80 mm, dikte van 1 tot 2 mm, hol en is recht. Het oppervlak is aan de bovenkant berijpt, aan de onderkant kaal, aan de bovenkant witachtig, lichtgrijs of olijfgeel en naar de basis toe geleidelijk donkerder tot grijsbruin. Soms is de basis donkerbruin, dicht bedekt met lange, witte vezels.
Geur
De paddenstoel is geurloos of met een lichte ammoniakgeur.

### Microscopische kenmerken
De basidia zijn 24–40 × 7–11 µm, knotsvormig, 4 sporig (soms 2 sporig), met sterigmata van 3 tot 7 µm lang. De sporen zijn pipetvormig, glad, amyloïde en meten 9,5–11,5 × 4,5–6,5 µm. Cheilocystidia met roodbruine inhoud, die een steriele, spoelvormige of enigszins onregelmatige band vormt, met lange of korte steeltjes, glad of bedekt met weinig, tamelijk dikke gezwellen tot 27 × 2–3,5 µm en meten 30–80 × 98–20 µm. De pleurocystidia afwezig. Trama is dextrinoïde, bruinachtig in Melzers reagens. Hoedhuidhyfen zijn 2–4,5 µm breed, bedekt met rechte of zeer vertakte uitgroeiingen van 2,5–30 × 1–2 µm groot, die dichte massa's vormen. Hyfen van de corticale laag van de steel zijn 2–3,5 μm breed, dun bedekt met cilindrische, rechte of gebogen gezwellen 2–5,5 × 1,5–2,5 μm, terminale cellen zelden zichtbaar, diverticulair, niet gezwollen. Gespen komen voor in de hyfen van alle delen van de schimmel.

## Verspreiding
Het komt voor in Noord-Amerika, Europa en Nieuw-Zeeland. In Nederland komt de bruinsnedemycena zeer algemeen voor.

## Soortgelijke soorten
De bruinsnedemycena is een zeer variabele soort die in vele kleurvormen kan voorkomen. Ondanks de grote verscheidenheid aan kleuren is de identificatie in het veld meestal eenvoudig. De soortgelijke citroensnedemycena (Mycena citrinomarginata) komt voor in bossen, maar lijkt niet voor te komen in de droge graslanden waar M. olivaceomarginata het meest voorkomt, is over het algemeen bleker en geler, en de lamelsnedes zijn citroengeel tot witachtig. Bij M. citrinomarginata zijn de hyfen van de corticale laag van de steel diverticulair, terwijl ze bij M. olivaceomarginata glad zijn of dun bedekt met gezwellen. Lange haren op de steel, vaak aangetroffen bij M. citrinomarginata, zijn bij M. olivaceomarginata nooit waargenomen.

## Foto's

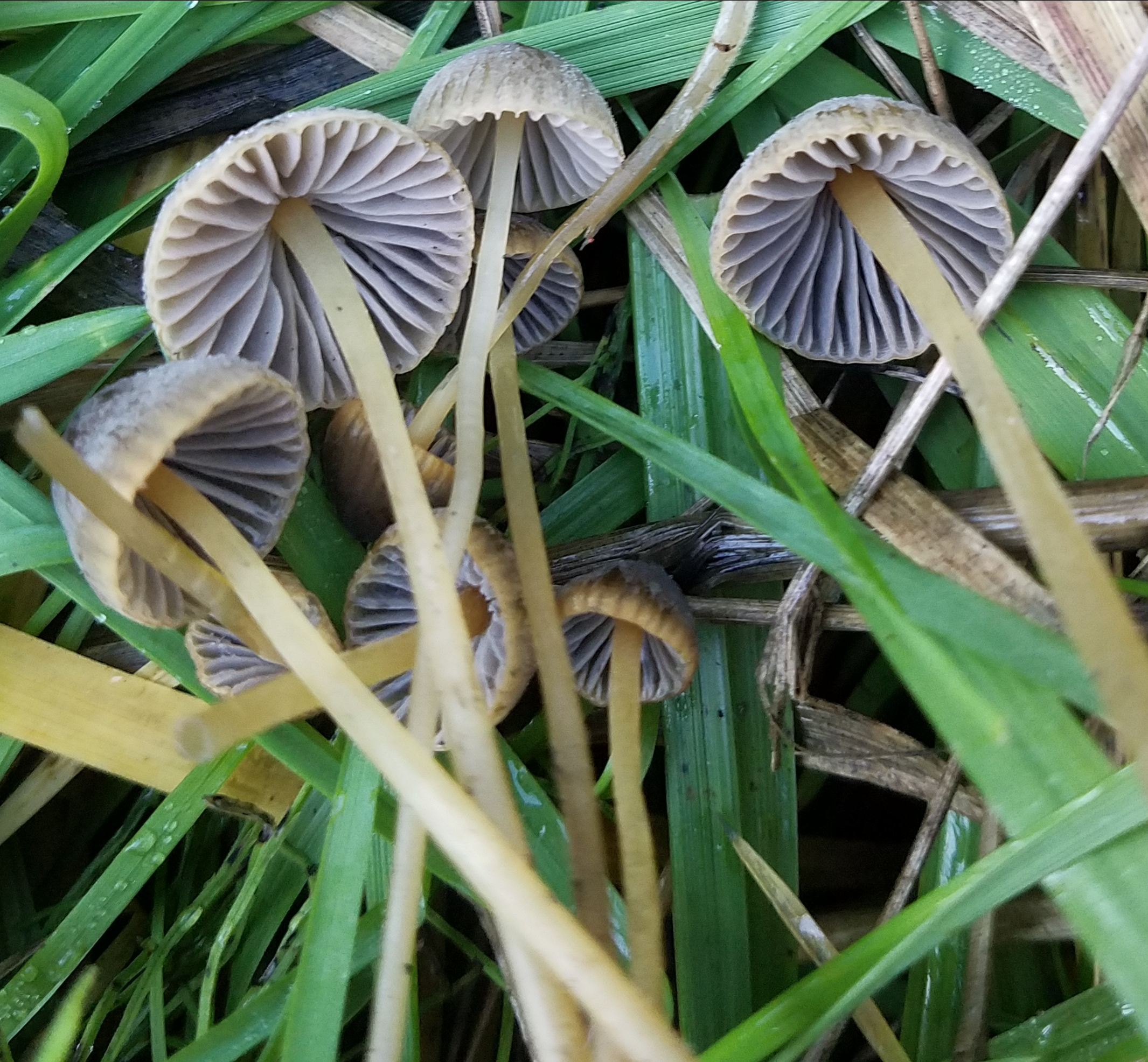
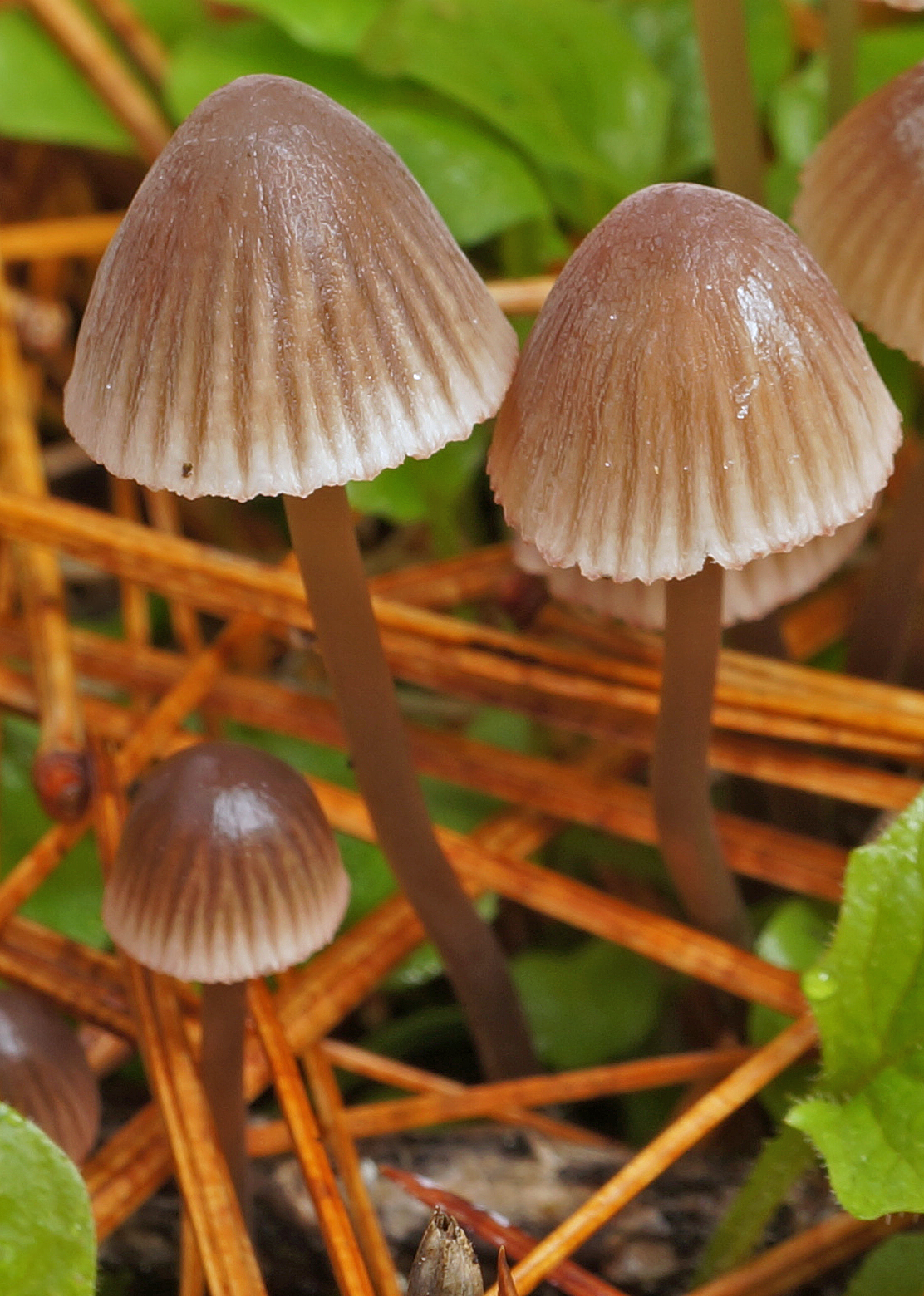
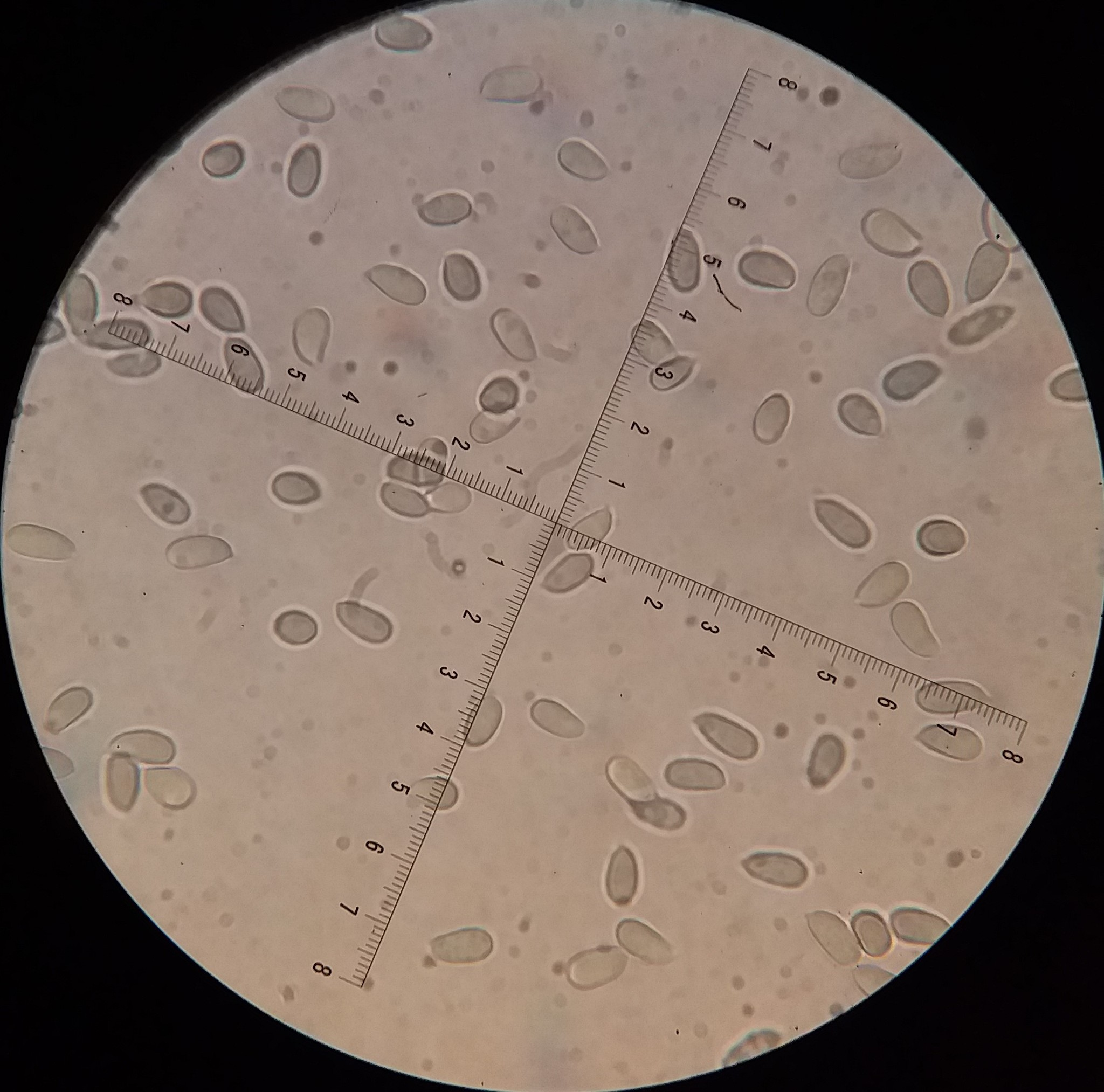
Sporen